# Kanton Tangermünde

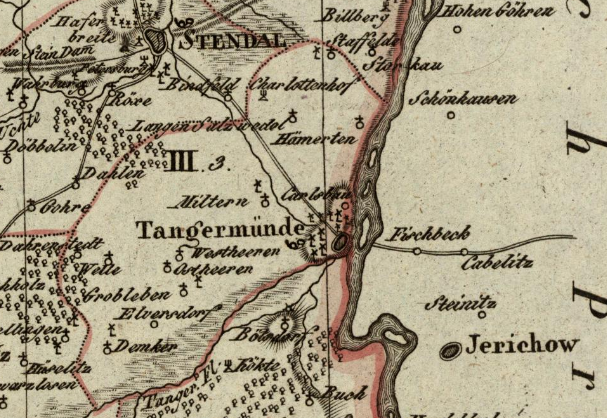
Kanton Tangermünde (III.3.) im Distrikt Stendal des Departement der Elbe

Der Kanton Tangermünde (auch Canton Tangermünde) war eine Verwaltungseinheit des Königreichs Westphalen. Er bestand von 1807 bis zur Auflösung des Königreichs Westphalen im Oktober des Jahres 1813 und gehörte nach der Verwaltungsgliederung des Königreichs zum Distrikt Stendal des Departement der Elbe. Kantonshauptort (chef-lieu) war Tangermünde im Landkreis Stendal (Sachsen-Anhalt).

## Geschichte
Im Frieden von Tilsit musste Preußen 1807 unter anderen Gebieten auch die Altmark und das Herzogtum Magdeburg an das in diesem Jahr neu gegründete Königreich Westphalen abtreten. Aus diesen Gebieten und kleineren, vom Königreich Sachsen abgetretenen Gebieten (Grafschaft Barby und Amt Gommern) wurde das Departement der Elbe gebildet, das in vier Distrikte (Magdeburg, Neuhaldensleben, Stendal und Salzwedel) gegliedert war. Der Distrikt Stendal untergliederte sich weiter in 13 Kantone (cantons), darunter der Kanton Tangermünde. Zum Kanton Tangermünde gehörten neun Gemeinden (von der heutigen Schreibweise abweichende Originalschreibweisen sind kursiv):
- Tangermünde, Stadt, Kantonshauptort (chef-lieu) mit Karlbau (Carlbau)
- Grobleben, Dorf, mit Elversdorf
- Demker, Dorf
- Ostheeren (Ostheere), Dorf, mit Dahrenstedt und Welle
- Westheeren (Westheere), Dorf
- Miltern, Dorf
- Langensalzwedel (Langen-Salzwedel), Dorf
- Staffelde, Dorf, mit dem Haus Charlottenhof (Charlottenhoff)
- Hämerten, Dorf

Die Orte gehörten vor/bis 1807 zum Tangermündeschen Kreis der Mark Brandenburg.
1808 hatte der Kanton Tangermünde 5.158 Einwohner
1811 wird die Fläche des Kantons Tangermünde mit 2,07 Quadratmeilen angegeben, die Bevölkerungszahl mit 5.050 Einwohnern. Ab etwa 1811 wurde der Kanton Tangermünde zusammen mit dem Kanton Grieben in Personalunion verwaltet. Kantonmaire war ein Herr von Roth zu Köckte. Die beiden Kantone hatten nach dem Hof- und Staatshandbuch zusammen 7.655 Einwohner. bzw. nach dem Hof- und Staatskalender 7.693 Einwohner. 1811 hatte der Kanton Tangermünde (hier ohne Kanton Grieben) 5.015 Einwohner.
Mit dem Zerfall des Königreich Westphalen nach der Völkerschlacht bei Leipzig im Oktober 1813 wurde die vorherige preußische Verwaltungsgliederung wieder hergestellt. In der Kreisreform von 1816 kam das Gebiet des Kantons Tangermünde zum Kreis Stendal.